# Nothogomphodon
Nothogomphodon es un género extinto de terápsido terocéfalo que vivió a comienzos del Triásico.